# Masters de snooker
Le Masters de snooker est un tournoi annuel de snooker professionnel organisé à Londres depuis 1975. C'est le second tournoi le plus ancien, après les championnats du monde et il réunit annuellement les meilleurs joueurs de la discipline. Bien qu'il ne soit pas intégré au système de points du classement mondial, étant donné qu'il exclut une grande partie des joueurs du circuit, il est considéré comme l'un des trois tournois les plus prestigieux (la triple couronne) aux côtés des championnats du monde de snooker et du championnat du Royaume-Uni.

## Historique

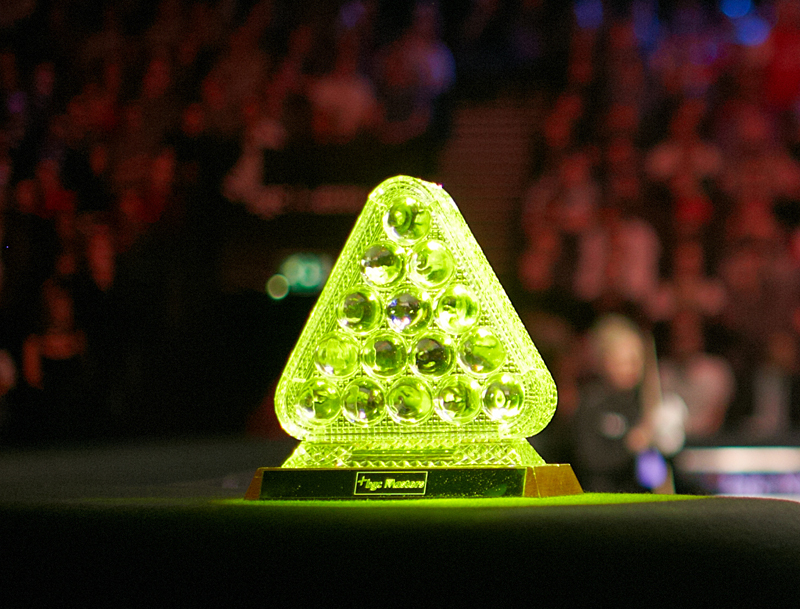
Le trophée en 2012.

La première édition du tournoi a lieu au West Center Hotel de Londres ; elle rassemble les dix premiers joueurs du classement. L'Anglais John Spencer remporte le titre contre le Gallois Ray Reardon (9-8), remportant un prix de 2 000 livres sterling. Le nombre de joueurs invités s'étend aux douze premiers du classement mondial en 1981, puis aux seize premiers à partir de 1983.
En 1990, les sponsors introduisent deux wild cards, offertes à la discrétion de la World Professional Billiards and Snooker Association (WPBSA), le corps gouvernant de la discipline. Les deux joueurs invités reçoivent l'opportunité de jouer un match qualificatif contre les 15e et 16e joueurs mondiaux, le vainqueur recevant une place dans le tableau final. L'année suivante, en 1991, un tournoi de qualification est introduit. Le vainqueur de ce tournoi reçoit alors une des deux invitations, l'autre étant toujours délivrée à un joueur choisi par la WPBSA.
Le tournoi de qualification n'a pas lieu en 2005, et les deux invitations sont offertes par le corps exécutif. Il réapparaît l'année suivante, en 2006. En 2007, une troisième wild card est introduite, portant le nombre de joueurs à 19, le maximum depuis la création des Masters. Cette troisième invitation est supprimée en 2008 ; le tournoi de qualification et l'autre wild card connaissent le même sort en 2011, date à laquelle le tournoi retrouve un format de seize joueurs, pour la première fois depuis 1989.
En 2016, le trophée des Masters est rebaptisé « Trophée Paul Hunter » (Paul Hunter Trophy) en l'honneur du triple champion (2001, 2002 et 2004), mort en 2006 à 27 ans.
Lors de l'édition 2024, Ali Carter réalise neuf centuries et établit ainsi un nouveau record.
Le tenant du titre est Shaun Murphy qui a remporté le tournoi pour la deuxième fois en 2025.

## Palmarès
| Année                           | Vainqueur                       | Finaliste                       | Score                           |
| Masters de snooker (non classé) | Masters de snooker (non classé) | Masters de snooker (non classé) | Masters de snooker (non classé) |
| ------------------------------- | ------------------------------- | ------------------------------- | ------------------------------- |
| 1975                            | John Spencer                    | Ray Reardon                     | 9-8                             |
| 1976                            | Ray Reardon                     | Graham Miles                    | 7-3                             |
| 1977                            | Doug Mountjoy                   | Ray Reardon                     | 7-6                             |
| 1978                            | Alex Higgins                    | Cliff Thorburn                  | 7-5                             |
| 1979                            | Perrie Mans                     | Alex Higgins                    | 8-4                             |
| 1980                            | Terry Griffiths                 | Alex Higgins                    | 9-5                             |
| 1981                            | Alex Higgins (2)                | Terry Griffiths                 | 9-6                             |
| 1982                            | Steve Davis                     | Terry Griffiths                 | 9-5                             |
| 1983                            | Cliff Thorburn                  | Ray Reardon                     | 9-7                             |
| 1984                            | Jimmy White                     | Terry Griffiths                 | 9-5                             |
| 1985                            | Cliff Thorburn                  | Doug Mountjoy                   | 9-6                             |
| 1986                            | Cliff Thorburn (3)              | Jimmy White                     | 9-5                             |
| 1987                            | Dennis Taylor                   | Alex Higgins                    | 9-8                             |
| 1988                            | Steve Davis                     | Mike Hallett                    | 9-0                             |
| 1989                            | Stephen Hendry                  | John Parrott                    | 9-6                             |
| 1990                            | Stephen Hendry                  | John Parrott                    | 9-4                             |
| 1991                            | Stephen Hendry                  | Mike Hallett                    | 9-8                             |
| 1992                            | Stephen Hendry                  | John Parrott                    | 9-4                             |
| 1993                            | Stephen Hendry                  | James Wattana                   | 9-5                             |
| 1994                            | Alan McManus                    | Stephen Hendry                  | 9-8                             |
| 1995                            | Ronnie O'Sullivan               | John Higgins                    | 9-3                             |
| 1996                            | Stephen Hendry (6)              | Ronnie O'Sullivan               | 10-5                            |
| 1997                            | Steve Davis (3)                 | Ronnie O'Sullivan               | 10-8                            |
| 1998                            | Mark J. Williams                | Stephen Hendry                  | 10-9                            |
| 1999                            | John Higgins                    | Ken Doherty                     | 10-8                            |
| 2000                            | Matthew Stevens                 | Ken Doherty                     | 10-8                            |
| 2001                            | Paul Hunter                     | Fergal O'Brien                  | 10-9                            |
| 2002                            | Paul Hunter                     | Mark Williams                   | 10-9                            |
| 2003                            | Mark Williams (2)               | Stephen Hendry                  | 10-4                            |
| 2004                            | Paul Hunter (3)                 | Ronnie O'Sullivan               | 10-9                            |
| 2005                            | Ronnie O'Sullivan               | John Higgins                    | 10-3                            |
| 2006                            | John Higgins (2)                | Ronnie O'Sullivan               | 10-9                            |
| 2007                            | Ronnie O'Sullivan               | Ding Junhui                     | 10-3                            |
| 2008                            | Mark Selby                      | Stephen Lee                     | 10-3                            |
| 2009                            | Ronnie O'Sullivan               | Mark Selby                      | 10-8                            |
| 2010                            | Mark Selby                      | Ronnie O'Sullivan               | 10-9                            |
| 2011                            | Ding Junhui                     | Marco Fu                        | 10-4                            |
| 2012                            | Neil Robertson                  | Shaun Murphy                    | 10-6                            |
| 2013                            | Mark Selby (3)                  | Neil Robertson                  | 10-6                            |
| 2014                            | Ronnie O'Sullivan               | Mark Selby                      | 10-4                            |
| 2015                            | Shaun Murphy                    | Neil Robertson                  | 10-2                            |
| 2016                            | Ronnie O'Sullivan               | Barry Hawkins                   | 10-1                            |
| 2017                            | Ronnie O'Sullivan               | Joe Perry                       | 10-7                            |
| 2018                            | Mark Allen                      | Kyren Wilson                    | 10-7                            |
| 2019                            | Judd Trump                      | Ronnie O'Sullivan               | 10-4                            |
| 2020                            | Stuart Bingham                  | Ali Carter                      | 10-8                            |
| 2021                            | Yan Bingtao                     | John Higgins                    | 10-8                            |
| 2022                            | Neil Robertson (2)              | Barry Hawkins                   | 10-4                            |
| 2023                            | Judd Trump (2)                  | Mark Williams                   | 10-8                            |
| 2024                            | Ronnie O'Sullivan (8)           | Ali Carter                      | 10-7                            |
| 2025                            | Shaun Murphy (2)                | Kyren Wilson                    | 10-7                            |

## Records
Ronnie O'Sullivan détient le record du plus grand nombre de titres, ayant remporté le tournoi huit fois. Stephen Hendry a remporté six titres, Cliff Thorburn, Steve Davis, Mark Selby et Paul Hunter trois, et Alex Higgins, Mark Williams, John Higgins et Judd Trump deux. 
Ronnie O'Sullivan, qui a remporté son premier titre en 1995 à l'âge de 19 ans et 69 jours et son dernier à 48 ans et 40 jours en 2024, est à la fois le vainqueur le plus jeune et le plus âgé de l'histoire du Masters.
Six breaks maximums ont été effectués dans l'histoire du tournoi :
- Le Canadien Kirk Stevens en 1984
- Le Chinois Ding Junhui en 2007 et en 2024
- Le Hongkongais Marco Fu en 2015
- Le Nord-Irlandais Mark Allen en 2024
- Le Britannique  Shaun Murphy en 2025

## Bilan par pays
| Pays            | Joueurs | Total | Premier titre | Dernier titre |
| --------------- | ------- | ----- | ------------- | ------------- |
| Angleterre      | 9       | 24    | 1975          | 2025          |
| Pays de Galles  | 5       | 6     | 1976          | 2003          |
| Écosse          | 3       | 9     | 1989          | 2006          |
| Irlande du Nord | 3       | 4     | 1978          | 2018          |
| Canada          | 1       | 3     | 1983          | 1986          |
| Chine           | 2       | 2     | 2011          | 2021          |
| Australie       | 1       | 2     | 2012          | 2022          |
| Afrique du Sud  | 1       | 1     | 1979          | 1979          |